# Lata'if
Sulla base dei versetti del Corano che fanno riferimento all'aggettivo laṭīf (in arabo ﻟﻄﻴﻒ‎?, sostantivo maschile arabo, traducibile con ‘sottile’), i sufi individuano le Laṭāʾif al-sitta (in arabo لطائف ﺍﻟﺴﺘـة‎?, "I sei centri sottili"): Nafs, Qalb, Sirr, Rūḥ, Khāfi e Akhfa. Queste laṭāʾif (sing. laṭīfa, sostantivo arabo femminile) definiscono vari "organi" psicospirituali o talvolta facoltà di percezione sensoriale e sovrasensoriale. Si pensa che siano parte dell'uomo così come le ghiandole e gli organi sono parte del corpo. Simili concetti in altri credi sono espressi nella medicina cinese tradizionale o nei chakra vedici.

## Descrizione
In generale, lo sviluppo spirituale dei sufi coinvolge il risveglio in un certo ordine di questi centri spirituali della percezione che giacciono dormendo in ogni uomo. Ogni centro è associato con un particolare colore e un'area generale del corpo, talvolta anche con un particolare profeta, e varia da ordine a ordine. L'ausilio di una guida è considerato necessario per attivare questi centri. L'attivazione di tutti questi "centri" è parte della metodologia interna del Sufismo. Alla conclusione di questo percorso, si dice che il derviscio raggiunga un certo tipo di completezza, ovvero diventi un Uomo Completo.
Questi sei "organi" o facoltà e l'attività di purificazione a questi applicata contengono le basi per la filosofia ortodossa dei sufi. La purificazione della natura passionale elementare (Tazkiyat al-Nafs), seguita dalla purificazione del cuore spirituale in modo da poter acquisire una purezza di riflesso simile a uno specchio (Tazkiyat al-Qalb) e diventare il ricettacolo dell'amore di Dio (ʿIshq), l'illuminazione dello spirito (Tajjali al-Rūḥ), fortificata dallo svuotarsi delle derive egoiche (Taqliyyāt al-Sirr) e il ricordo degli attribuiti di Dio (Dhikr), e il completamento del viaggio con la purificazione delle ultime due facoltà, Khāfi e Akhfāʾ. Attraverso questi organi o facoltà e i risultati trasformanti della loro attivazione, viene definita la psicologia base del Sufismo, che condivide qualche somiglianza con lo schema della kabbalah o con qualche sistema indiano dei chakra.

## Le sei Laṭāʾif

### Laṭīfat al-Nafsi
Secondo alcuni, questa laṭīfa è sito leggermente sotto l'ombelico ed è giallo. Per altri è fra le sopracciglia ed è blu.
La parola nafs è solitamente tradotta con ego. Deriva dalla parola "respiro" (simile al biblico o cabalistico nefesh) ed è comune a praticamente ogni psicologia arcaica dove il respirare era connesso con la vita, animando oggetti altrimenti inanimati. Derivano da questo concetto le antiche nozioni di Atman nell'Induismo (cfr. il verbo tedesco Atem, respirare) o di pneuma in greco (e il latino spiritus) - tutti uguali nell'associare il visibile processo di respirazione con il principio energizzante che dona l'esistenza all'individuo. Alcuni sufi considerano col termine Nafs l'interezza dei processi psicologici, includendo l'intera vita mentale, emozionale e passionale; in ogni caso, la maggioranza dei sufi basandosi sul Corano ritengono Nafs come la più bassa, egoistica e passionale natura umana che, insieme al Ṭabʿ (letteralmente, natura fisica), comprende gli aspetti vegetativi e animali della vita umana. Ego può essere considerato un equivalente di Nafs nella moderna psicologia. Un punto centrale nel percorso dei sufi è la trasformazione del Nafs (il termine è Tazkiyat al-Nafs o purificazione dell'anima) dal suo deplorevole stato di egocentricità attraverso varie fasi psicospirituali sino alla purezza e alla sottomissione alla volontà di Dio. La maggioranza dei sufi considera per convenzione sette maqam (ovvero "stati permanenti" del viaggio attraverso la trasformazione spirituale), alcuni operano su tre stati, ma tutti concordano su un punto: il viaggio del sufi comincia col Nafs al-Ammara (anima che domina), Nafs al-lawwama (anima che si autoaccusa), e finisce col Nafs al-mutma'inna (anima soddisfatta) - anche se per alcuni sufi lo stato finale è, nel loro lessico, Nafs al-sāfiya wa kāmila (anima placata e perfezionata alla presenza di Dio). Essenzialmente ciò è quasi uguale al paradigma cristiano noto come vita purgativa e ai vari stati che l'aspirante spirituale percorre nel viaggio verso Dio.

### Laṭīfat al-qalbi
Secondo alcuni questa laṭīfa è sita alla sinistra del petto ed è gialla, per altri è rossa. In essa l'uomo esamina i suoi atti. Risvegliandolo l'uomo comprende il regno dei Jinn.
La parola Qalb significa cuore. Nella terminologia sufi, il cuore spirituale (che non va confuso con l'organo che pompa il sangue) è descritto in molti modi. Per alcuni è la sede della visione beatificante. Altri lo considerano la porta per ʿIshq o Amore Divino. Per la maggioranza è il campo di battaglia fra due acerrimi nemici: Nafs e Rūḥ. Qui ancora ci si può imbattere in una confusione di termini: per i sufi influenzati dal neoplatonismo, la più alta parte del Nafs è pari all'ʿAql', o intelletto (Nafs al-nāṭiqa) o anima razionale, ed è centralmente attivo nella battaglia spirituale, mentre il Rūḥ, nonostante il suo nome, è principalmente passivo in questa fase. In breve, la pulizia del Qalb, o cuore, è una disciplina necessaria per chi percorre la via dei sufi. La fine di questo processo è la Tazkiyat al-Qalb e lo scopo è l'eliminazione di qualsiasi ostacolo sulla via del purificante amore di Dio, ovvero ʿIshq.
Qalb e Nafs formano il "Rūḥ-e haivani", o in arabo "Rūḥ al-ḥayawānī" (Anima animale). Questa parte dell'anima si occupa di ogni attività della vita. È anche chiamata Joviya (Confluenza).

### Laṭīfat al-Rūḥi
Secondo alcuni, questa laṭīfa è sita nella parte destra del petto ed è rossa, per altri è verde. Dopo la sua attivazione l'uomo raggiunge l'ʿĀlam al-Aʿrāf (lett. "Mondo dell'Aʿrāf", il luogo dove l'uomo risiede dopo la morte).
Rūḥ o spirito è il secondo contendente nella battaglia per la vita umana. Anche sul Rūḥ ci sono diverse opinioni secondo i sufi. Alcuni dicono sia coeterno con Dio; altri la considerano un'entità creata. Per quanto possibile comunque, il consenso sul Rūḥ è vasto fra i sufi, specialmente i primi (prima dei secoli XI/XII). Per i sufi con legami gnostici (come ad esempio i Bektashi o i Mevlevi), Rūḥ è una scintilla dell'anima, entità immortale e transegoico "vero-io", simile al concetto cristiano di synteresis o Imago Dei, o alla nozione vedica di jiva, come anche a quella buddista di shes-pa, al principio di consapevolezza taoista shen o spirito. Ma la maggioranza dei sufi considererebbe questa una non necessaria stravagante speculazione, aderendo alla nozione più ortodossa di facoltà spirituale dormiente su cui bisogna lavorare con costante e vigile preghiera per raggiungere la Tajliyyat al-Rūḥ, o Illuminazione dello spirito. Ironicamente, ci si riferisce a questa facoltà spirituale in termini spesso connessi al Nafs - forza vitale "cieca" o vita corrente che necessita di essere purificata da strette osservanze religiose per raggiungere l'illuminazione.

### Laṭīfat al-sirri
Sirr è sito nel plesso solare e associato al colore bianco. Registra gli ordini dati da Allah all'individuo, analoghi a quanto scritto originalmente nel Lawḥ al-maḥfūẓ (lett. "Tavoletta delle [cose] conservate", cioè le Scritture). Dopo la sua attivazione, l'uomo raggiunge lʿĀlam al-Misāl (Il regno allegorico - Riflesso della conoscenza delle Scritture). Questo centro è associato alla consapevolezza.
Sirr, letteralmente significa "segreto". Svuotarsi del Sirr (Taqliyya al-Sirr) fondamentalmente significa focalizzarsi sui nomi e attributi di Dio in loro perpetuo ricordo (Dhikr), perciò distogliendo l'attenzione dagli aspetti mondani della vita umana e adagiandosi nel regno spirituale. Lo "svuotarsi" significa negazione ed oblio delle spinte egocentriche umane.
Sirr e Rūḥ formano il Rūḥ al-insāni (Anima umana) o Aʿyān. Questa parte dell'anima è inscritta con comandi che caratterizzano la vita. È anche definita Aʿyān. Quando un uomo scopre il Sirr, può testimoniare lo schema di "tutto ciò che esiste", scritto sul Lawḥ al-maḥfūẓ.

### Laṭīfat al-Khāfi
Secondo alcuni è sito nel centro della fronte (fra gli occhi o nella posizione del terzo occhio) ed è nero, secondo altri blu. Equivale al Kitāb al-marqūm (il libro scritto).
Il termine Khāfi significa misterioso, arcano o Centro Sottile Latente. Rappresenta l'intuizione.

### Laṭīfat al-Akhfāʾ
Il termine Akhfāʾ o Ikhfāʾ indica il più arcano, profondamente misterioso o oscuro dei centri sottili. È sito dentro il cervello o in cima alla testa. Il colore di questo centro, secondo alcuni, è verde, viola per altri. È la Nuqṭa al-wāḥida (il punto di unità) in ogni umano in cui le Tajalliyyāt (visioni beatifiche) di Allah sono rivelate direttamente. Contiene informazioni sulla conoscenza nascosta dell'universo. Entrando in questo punto, l'essere umano penetra il sistema dell'universo e le leggi che lo governano e comprende il significato di "per te (Allah), Noi abbiamo rivelato ciò che è sulla terra e nei cieli". Questo centro è associato con la percezione del profondo.
L'ultimo centro sottile è "accessibile solo a quelli che hanno sviluppato gli altri, e appartiene al vero saggio"  (cfr. "The Sufis" di Idries Shah).
Akhfāʾ e khāfa formano il Rūḥ al-aʿẓam (la grande anima), chiamata anche thābita. È un anello di luce brillante in cui sono iscritte tutte le informazioni pertinenti al cosmo visibile e invisibile.
Gli Attributi di Dio che sono stati trasferiti all'esistenza e sono diventati parte del meccanismo dell'Universo, sono collettivamente conosciuti come l'Incombente Conoscenza (ʿIlm al-wājib). Conoscenza dell'Incombente significa conoscenza che è stata trasferita all'esistenza, ovvero che si riferisce a quegli Attributi di Dio coi quali l'esistenza ha affinità e correlazione. La Conoscenza dell'Incombente è anche nota come Conoscenza del Calamo (ʿIlm al-qalam).
La Prima Discesa rappresenta il momento in cui Dio manifesta il programma presente nella Sua Mente come Sua Volontà. Le formule creative del cosmo sono i segreti della Prima Discesa. Perché Dio scelse di creare l'universo e qual è la Sua Volontà? Un riflesso di tutto ciò può essere trovato nella Grande Anima. Una parte della Grande Anima è il Centro Sottile Oscuro (akhfāʾ) e l'altra è il Centro Sottile Latente (khāfi). La Grande Anima custodisce undici beatifiche visioni di Dio. Chi raggiunge la comunione con questi due centri sottili può osservarle. I due centri di akhfāʾ e khāfi si trovano in ogni essere umano indipendentemente da chi egli sia, cosa sia o quale sia la sua posizione nella vita.
"Grande Anima", "Anima Umana" e "Anima Animale" sono in effetti diversi livelli di funzionamento della stessa anima, e non tre anime distinte. Questi tre componenti sono come tre anelli di luce fusi in uno e sono collettivamente chiamati anima, entità indivisibile, editto del Signore, o più semplicemente "uomo". L'uomo li acquisisce uno ad uno mediante Muraqaba (meditazione sufi), Dhikr (menzione di Dio) e la purificazione della psiche/vita dai pensieri di stampo negativo (paura, depressione), emozioni negative (odio, disprezzo, rabbia, lussuria) e pratiche negative (danneggiare gli altri psicologicamente o fisicamente). Amare Dio ed amare/aiutare ogni essere umano indipendentemente dalla sua razza, religione o nazionalità, e senza attendere una ricompensa, è la chiave dell'ascensione secondo i sufi.